# روبيرتو كارلوس غامارا
روبيرتو كارلوس غامارا (بالإسبانية: Roberto Carlos García)‏ (31 أغسطس 1982 بسانتا كروث دي تينيريفه في إسبانيا - ) هو لاعب كرة قدم إسباني في مركز الدفاع. لعب مع كولتورال ليونيسا ونادي تينيريفي ونادي فيسينداريو وCD Marino ‏ ونادي غرامينيت وCD Atlético Granadilla ‏ وAtlético Malagueño ‏.

## وصلات خارجية
- روبيرتو كارلوس غامارا على موقع قاعدة بيانات كرة القدم.إي يو (الإنجليزية)